# Michinoku Pro Wrestling
Michinoku Pro Wrestling (みちのくプロレス Michinoku Puroresu?) es una empresa de lucha libre profesional japonesa fundada por The Great Sasuke en 1993.
MPW fue la primera empresa de lucha libre de Japón en tener su sede ubicada en Morioka, en lugar de Tokio. Michinoku Pro se hizo famosa por su estilo de lucha libre mexicana combinada con puroresu (lucharesu), pero con los años ha aceptado practicantes de shoot wrestling y otros estilos.

## Historia
Michinoku Pro Wrestling fue fundada en 1992 por varios luchadores de la antigua Universal Wrestling Assocation y Universal Lucha Libre, dirigidos por The Great Sasuke. Siendo la mayoría de ellos aprendices de Gran Hamada, inventor del estilo de lucha conocido como lucharesu, Michinoku Pro se basó rápidamente en esta modalidad, diferenciándose de las demás empresas independientes de la época en la adopción de varias reglas de la lucha libre mexicana y de múltiples aspectos de este estilo, tales como los combates por tríos, el uso de máscaras y un creciente énfasis por el estilo aéreo. Al igual que en México, no se usaban colchonetas alrededor del ring (aunque con el tiempo sí se incorporaron), lo que hacía los movimientos fuera de él más arriesgados y por lo cual sus luchadores ganaron fama de duros físicamente.
Establecida en Morioka, siendo por tanto la primera empresa de lucha sin base en Tokio, Michinoku Pro contó con un éxito in crescendo. Aunque no era comparable en términos de poder económico o popularidad a la mayor empresa del momento, New Japan Pro Wrestling, los luchadores jóvenes de MPW y su impactante estilo mexicano ofrecieron un contraste con los veteranos de NJPW y aseguraron fama a Michinoku Pro durante años. Además, la participación en el torneo de NJPW Super J Cup 1994 de los miembros de MPW Super Delfín y The Great Sasuke -quien acabaría ganando el torneo al derrotar al as de NJPW, Jushin Liger- aumentaría la atención de la empresa a nivel nacional. Durante este tiempo, el principal angle de MPW se configuró en el enfrentamiento de un stable heel llamado Kaientai DX y el Michinoku Seikigun, es decir, el resto de los luchadores face de MPW, encabezados por Sasuke. La popularidad de los miembros de MPW sería tal que varios de ellos serían contratados por la promoción estadounidense World Wrestling Federation.
Durante la ausencia de estos luchadores, entre los que se hallaba Kaientai DX entero y TAKA Michinoku, el argumento de la empresa pasó a ser protagonizado por la conversión a heel de Great Sasuke -bajo el nombre de SASUKE- y la introducción de su grupo, SASUKE Gumi, para oponerse a Super Delfín. El giro de personalidad de Sasuke se debía (kayfabe) a haber discutido con Delfín por haberse negado Sasuke a desenmascarar a los derrotados Sasuke the Great & Masked Tiger, impostores de Sasuke y Tiger Mask IV, después de un combate entre ellos con tal condición. En ese tiempo, con la ayuda de la promoción Toryumon, la empresa de Último Dragón -antiguo compañero de Sasuke, Delfín y demás-, Sasuke ascendió más y más de fama personal, lo que produjo discusiones en backstage con Delfín y Dick Togo, entre otros. Después de que Delfín confiase a Sasuke su intención de separarse de MPW para formar una empresa por su cuenta, Sasuke organizó un combate final entre ambos en enero de 1999, cuya victoria de Sasuke en él fue considerada por algunos como deliberadamente humillante para Delfín. Posteriormente, Delfín y varios miembros leales a él abandonaron MPW para crear Osaka Pro Wrestling y no volvería a trabajar con miembros de MPW hasta muchos años más tarde. Esto causó un descenso en la popularidad de Michinoku Pro, ahora privada de gran parte de sus miembros.
En 2001, Togo y algunos otros miembros de OPW volvieron a Michinoku Pro, quejándose del bajo salario de Osaka Pro. Gracias a ello y a la contratación de luchadores externos, MPW volvió a ascender lentamente, aunque no volvió a tener el mismo éxito de sus años pasados. Ahora con Togo y TAKA Michinoku como luchadores principales, Great Sasuke dejó la dirección de la empresa a Jinsei Shinzaki en 2003 para dedicarse a su vida política, permaneciendo inactivo de los cuadriláteros durante mucho tiempo. Esto ocasionó un nuevo bajón en la fama de Michinoku Pro, que atravesó su momento más bajo cuando la mayoría de sus miembros principales abandonó la compañía al ver esta situación. Michinoku Pro Wrestling se convirtió en una empresa de baja categoría y no vio perspectivas de éxito importantes durante meses.
Sin embargo, a mediados de 2004, la empresa vio una vertiginosa recuperación al ser transferido a ella el personal de Toryumon X, una marca de Toryumon que había desaparecido a causa del cierre de la empresa madre tras la discusión entre su director, Último Dragón, y parte de sus directivos. Dragón, íntimo amigo de Sasuke, encomendó a sus aprendices de Toryumon X, quienes se hallaban ahora sin empresa y sin base, a encontrar una nueva vía de posibilidades para sus carreras en Michinoku Pro, salvando a la vez la promoción; con ello, y junto con el retorno de Great Sasuke, MPW comenzó a subir de nuevo. Gracias a los jóvenes y prometedores luchadores de Último Dragón, Michinoku Pro ascendió rápidamente los años siguientes, protagonizando sus enfrentamientos una coalición de faces formada por miembros tanto antiguos como nuevos en M-Pro y un grupo de heels de ambientación mexicana llamados Los Salseros Japoneses.
De 2006 en adelante, con la creación de Pro Wrestling El Dorado por parte de los restos de Toryumon, los luchadores principales de MPW -entre ellos el nuevo grupo heel, STONED- comenzaron a alternar entre El Dorado y Michinoku, lo que ocasionó que Sasuke y Shinzaki comenzasen a promover nuevos luchadores en el Michinoku Pro Dojo y en otras empresas. Además, en ese año se produjo la reconciliación final entre Sasuke y Super Delfín, dando como resultado los primeros actos de cooperación entre Michinoku Pro Wrestling y Osaka Pro Wrestling. Ese año se produjo la creación de otro angle con Kowloon y el retorno de Último Dragón, lo que situó a M-Pro de nuevo entre las compañías más importantes de Japón.

## Campeonatos
| Campeonato                                 | Campeón actual                 | Obtenido el        |
| ------------------------------------------ | ------------------------------ | ------------------ |
| MPW Tohoku Junior Heavyweight Championship | Brahman Shu                    | 5 de mayo de 2014  |
| MPW Tohoku Tag Team Championship           | The Great Sasuke & Brahman Kei | 8 de junio de 2014 |

### Inactivos
| Campeonato                                           | Último campeón                                    | Obtenido el             |
| ---------------------------------------------------- | ------------------------------------------------- | ----------------------- |
| UWA World Welterweight Championship                  | Vacante                                           |                         |
| British Commonwealth Junior Heavyweight Championship | Vacante                                           |                         |
| Apex of Triangle Six–Man Tag Team Championship       | Vacante                                           |                         |
| UWA World Junior Light Heavyweight Championship      | Diluvio Negro II                                  | 25 de febrero de 2007   |
| UWA World Tag Team Championship                      | Speed of Sounds (Tsutomu Oosugi & Hercules Senga) | 22 de diciembre de 2010 |
| Independent Junior Heavyweight Championship          | HIROKI                                            | 6 de noviembre de 2011  |

## Torneos

### Fukumen World League
Fukumen World League es una liga celebrada esporádicamente en la que son llamados a participar luchadores enmascarados de alto estatus de varias empresas de Japón, Estados Unidos y México. Durante los años en los que celebra, la Fukumen World League suele ser el evento del año en MPW.
La quinta edición de la Fukumen World League tuvo un accidentado trasfondo: debido al terremoto y tsunami de Japón de 2011, no pude ser celebrada en 2011, debiendo esperar un año; uno de los miembros del torneo fue retirado por un escándalo en México; y además, no hubo un contrato para televisarla hasta casi el día en que se celebró.
- 1995: Dos Caras
- 1999: Tiger Mask IV
- 2003: Atlantis
- 2007: Tiger Mask IV
- 2012: The Great Sasuke
- 2015: Carístico/Místico

### Futaritabi Tag Team League
Futaritabi Tag Team League es un torneo en parejas celebrado anualmente. Además de la victoria del torneo en sí, el equipo que resulta vencedor recibe una oportunidad por el MPW Tohoku Tag Team Championship contra el equipo que en ese momento lo posea.
Aunque inicialmente se competía en una liga -combates aleatorios con el objetivo de conseguir el mayor número de victorias-, a partir de 2004 el modelo cambió al de un torneo estándar, y su nombre pasó a ser Futaritabi Tag Team Tournament.
- 1994: Jinsei Shinzaki & Super Delfín
- 1995: The Great Sasuke & Kato Kung Lee
- 1996: Kaientai DX (Dick Togo & Mens Teioh)
- 1997: The Great Sasuke & Super Delfín
- 1998: Masato Yakushiji & Naohiro Hoshikawa
- 1999: Crazy MAX (CIMA & SUWA)
- 2000: Tiger Mask IV & Gran Hamada
- 2001: Dick Togo & Gedo
- 2002: Curry Man & Hayashi Rice Man
- 2003: Dick Togo & Masao Orihara
- 2004: Los Salseros Japoneses (Pineapple Hanai & Mango Fukuda)
- 2005: Shanao & Kagetora
- 2006: STONED (Kei Sato & Shu Sato)
- 2007: Kagetora & Rasse
- 2008: MEN's Teioh & Shinobu
- 2009: Kowloon (Takeshi Minamino & Maguro Ooma)
- 2010: Yapper Men (Yapper Man #1 & Yapper Man #2)
- 2011: Kowloon (Kei Sato & Shu Sato)
- 2012: Kenou & Rui Hiugaji

### Michinoku Trios League
Michinoku Trios League es una liga de celebración irregular en la que tríos de luchadores compiten por conseguir el mayor número de victorias.
Esta liga, iniciada en 2003, fue un evento especial y no fue continuada, celebrándose tan sólo otra en 2005.
- 2003: HAYATE, Komachi & Yamabiko
- 2005: The Great Sasuke, Jinsei Shinzaki & Kesen Numajiro

### Tetsujin Tournament
Tetsujin Tournament (también llamado Iron Man Tournament) es un torneo en el que el luchador debe obtener el mayor número de victorias para ganar. Normalmente, este torneo engloba combates muy rápidos y violentos y hay un gran porcentaje de lesiones ocurridas en su transcurso que han obligado a luchadores a abandonar su participación. Al igual que en la Futaritabi Tag Team League, el ganador del Tetsujin Tournament recibe el derecho de luchar en un combate por el MPW Tohoku Junior Heavyweight Championship contra su poseedor en ese momento.
Este torneo fue fundado en 2002 como una competición directa por el título, pero no era anual, y sólo tuvo lugar 5 veces antes de ser abandonado.
- 2002: Dick Togo
- 2005: Kagetora
- 2006: Rasse
- 2008: Tigers Mask
- 2009: Hayato Fujita

## Antiguos empleados
| - 119 Inoue Taiien - 119 Katagami Taiien - Bear Fukuda - Curry Man - Dick Togo - Dynamite Tohoku - GAINA - GARUDA - Gran Hamada - Gran Naniwa - Hanzo Nakajima - HAYATE | - Ikuto Hidaka - Kagetora - Kanjyuro Matsuyama - Kaz Hayashi - Komachi - Macho*Pump - Masao Orihara - Masato Yakushiji - Mens Teioh - Minoru Fujita - Mototsugu Shimizu - Mr. Carrasco | - Naohiro Hoshikawa - Otokosakari - Sho Funaki - Super Delfín - Taka Michinoku - Takeshi Ono - Tiger Mask IV - Tsubo Genjin - Wellington Wilkins Jr. - Yoshihiro Tajiri - Yoshitsune |